# Trichodapus
Trichodapus is een muggengeslacht uit de familie van de rouwmuggen (Sciaridae).

## Soorten
- T. conjunctivus Mohrig & Röschmann, 1997
- T. longicera (Lengersdorf, 1926)
- T. rhenanus (Fritz, 1982)